# Xã Rollingstone, Quận Winona, Minnesota
Xã Rollingstone (tiếng Anh: Rollingstone Township) là một xã thuộc quận Winona, tiểu bang Minnesota, Hoa Kỳ. Năm 2010, dân số của xã này là 701 người.